# A Mudança
A Mudança (alemão: Der Wandel) é um partido político progressista de esquerda na Áustria. Faz parte da coligação pan-europeia DiEM25.

## História
O partido foi lançado em 2012 como um movimento progressista, anticapitalista e igualitário. As suas posições são detalhadas no manifesto "Demokratische Moderne" (Modernidade Democrática), que enfatiza a abolição do capitalismo global e o estabelecimento de uma economia democrática, justa para todas as pessoas. Apesar de ser anticapitalista, o líder do partido afirmou que o partido também não apoia o socialismo, mas sim busca tirar alguns elementos tanto do socialismo quanto do capitalismo para criar um novo sistema alternativo, provisoriamente chamado de "neo-socialismo", que compartilha características com o conceito socioeconómico de democracia económica. 

## Organização
A Mudança é um partido puramente federal, sem organizações estaduais formais. O diretório federal é constituído por 6 membros. O partido é financiado através de doações e quotas dos seus membros. 

## Posições e propostas
As propostas do partido incluem:
- Substituir o Conselho Federal por um Conselho de Cidadãos, onde metade dos assentos seriam reservados para mulheres e todos os membros seriam eleitos por sorteio para mandato de um ano. O Conselho de Cidadãos teria o poder de rejeitar as leis aprovadas pelo Conselho Nacional e convocar novas eleições por uma maioria correspondente, e teria que votar se aprovaria emendas constitucionais.
- Uma eventual mudança do horário de trabalho para 21 horas semanais.
- Uma proporção de salários de 1:5 (onde a renda mais baixa que um indivíduo pode fazer é 2000 euros/mês e o máximo de 10 000 euros/mês após os impostos) .
- Dividendo nacional dos cidadãos.
- Eleição dos diretores das empresas pelos funcionários.
- Um Novo Acordo Verde.
- Nacionalização total de serviços que impactam a assistência social, como educação, saúde, pensões, segurança, bancos e infraestrutura.
- A criação dos Estados Unidos da Europa.
- Fazer com que todas as fontes de media sigam um modelo sem fins lucrativos, obtendo financiamento apenas por meio de consumidores e financiamento estatal.
- Colocar menos foco no PIB como uma indicador; em vez disso, focar mais em elementos de bem-estar público, como saúde, realizações científicas, níveis de educação, produção económica, taxas salariais, participação democrática, coesão social, estabilidade ecológica e segurança.
- Uma garantia nacional de emprego.
- Um limite para a quantidade de ativos/riqueza que um indivíduo pode acumular .
- Salário igual para trabalho igual.
- Ação antitruste contra monopólios privados.
- Proibição de especulação monetária, commodities e alimentos; um período mínimo de manutenção de ações; a adição de um imposto sobre as transações financeiras.
- Criação de um Fundo de Futuro e Prosperidade, financiado por impostos sobre o rendimento das empresas e pelo imposto sobre as transações financeiras. Todos os cidadãos receberiam uma parte permanente do fundo e um lucro anual garantido. O Conselho do fundo seria eleito diretamente.

## Resultados eleitorais

### Eleições legislativas
| Data | CI.            | Votos          | %              | +/-            | Deputados      | +/-            | Status            |
| ---- | -------------- | -------------- | -------------- | -------------- | -------------- | -------------- | ----------------- |
| 2013 | 11.º           | 3 051          | 0,07 / 100,00  |                | 0 / 183        |                | Extra-parlamentar |
| 2017 | Não participou | Não participou | Não participou | Não participou | Não participou | Não participou | Não participou    |
| 2019 | 8.º            | 22 168         | 0,46 / 100,00  |                | 0 / 183        |                | Extra-parlamentar |

### Eleições europeias
| Data | CI.              | Votos            | %                | +/-              | Deputados      | +/-            | Notas          |
| ---- | ---------------- | ---------------- | ---------------- | ---------------- | -------------- | -------------- | -------------- |
| 2014 | Europa Diferente | Europa Diferente | Europa Diferente | Europa Diferente | 0 / 18         |                |                |
| 2019 | Não participou   | Não participou   | Não participou   | Não participou   | Não participou | Não participou | Não participou |